# Slaget vid Fyrisvallarna
Slaget vid Fyrisvallarna var ett mytomspunnet fältslag på 980-talet mellan sveakungen Erik Segersäll och en invasionsstyrka. Fyrisvallarna verkar ha legat nära Gamla Uppsala. Enligt isländska källor leddes invasionen av Eriks brorson Styrbjörn Starke. Det var efter slaget som Erik fick tillnamnet "Segersäll".
Den mest utförliga skildringen finns i Styrbjarnar þáttr Svíakappa(en), men slaget nämns också i bland annat Eyrbyggja saga, Knýtlinga saga samt tillägget till Hervarar saga. Andra källor till slaget är Saxo Grammaticus Gesta Danorum (bok 10) samt två lausavisur av Þórvaldr Hjaltason. Även runstenar från tiden berättar om en strid vid Uppsala, vilket satts i samband med slaget.

## Primärkällor

### Runstenar
Runstenar som utpekar att ett slag har stått vid Uppsala i slutet av 900-talet

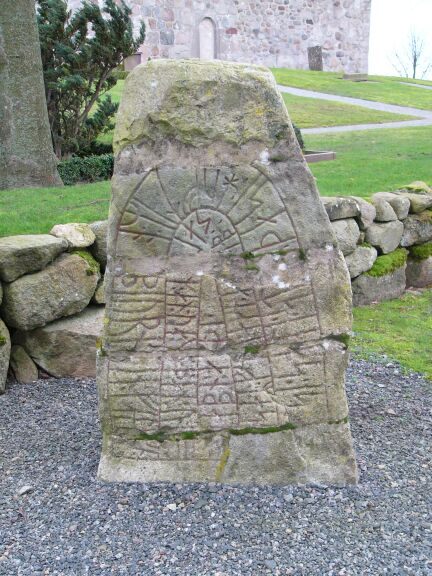
Sjörupstenen.

- Nära Ystad restes Sjörupstenen (DR 279) för den stupade Asbjörn Tokesson, med versraden:

| ” | Saxi reste denna sten efter Asbjörn, sin släkting, Tokes son. Han flydde inte vid Uppsala utan kämpade så länge han hade vapen. | „ |

- Strax intill Dalby öster om Lund finns tre runstenar inmurade i Hällestads kyrka. En av stenarna, Hällestadstenen 1 (DR 295), nämner att Toke Gormsson "inte flydde vid Uppsala". De övriga två stenarna (DR 296 och DR 297) omtalar personer som varit Tokes hirdmän, men nämner inte explicit något slag.

| ”                   | Åskel satte denna sten till minne av Toke, Gorms son, en trogen herre för honom. Han flydde inte vid Uppsala. Kämpar satte till minne av sin broder stenen på berget, stärkt av runor. De gick närmast Gorms Toke. | „ |
| – Hällestadstenen 1 | |   |

Runstenar som nämner Fyris
- Högbystenen (ÖG81) från Östergötland meddelar att en Åsmund "föll a Føri", vilket med mycket stor osäkerhet skulle kunna åsyfta Fyrisvallarna.

### Handskrifter
Krönikor
Saxo Grammaticus i Gesta Danorum berättar cirka 1200 att kung Harald Blåtand hade utsett Styrbjörn till hövding över Jomsvikingarna som ville återta sin rätt till sveariket. Harald Blåtand var med på färden men lämnade krigståget för att i stället försvara sig mot den tysk-romerske kejsaren Otto II.
Isländska sagor
Äldsta omtalandet av detta slag finns i den isländska munken Odd Snorressons Olav Tryggvesons saga, skriven på latin cirka 1190. Han berättar att Erik Segersäll fällde Styrbjörns armé med trolldom.
Eyrbyggarnas saga, från första hälften av 1200-talet, nämner slaget på Fyrisvallarna "där Styrbjörn stupade".
Knytlingasagan skriven på Island ca 1260–1270 berättar om slaget. Här nämns att Styrbjörn gifter sig med Harald Blåtands dotter Tyra:
| ” | I kung Harald Gormssons dagar var Styrbjörn den starke på krigståg i österväg. Styrbjörn var en son av den svenske kungen Olaf Björnson. Styrbjörn kom med sin här till Danmark och tog kung Harald till fånga. Då gav Harald honom sin dotter Thyra till ägta och drog själv med Styrbjörn till Sverige. Styrbjörn stack eld på alla sina skepp innan han gick i land men då kung Harald blev varse att Styrbjörn var utan skepp höll han med sina skepp ut på Lögen (Mälaren) och sedan bort tillbaka till Danmark. Styrbjörn höll slag på Fyrisvallen mot sin farbroder, den svenske kungen Erik den segersälle. Där föll Styrbjörn och den största delen av hans manskap men några flydde. Denna flykt kallade de svenske 'Fyriselta'. | „ |

I Hervors saga från slutet av 1200-talet nämns Erik och hans bror Olof som samregerade och att Olof var far till Styrbjörn.
Flatöboken, Islands största medeltida handskrift från 1380 har den utförligaste beskrivningen. Där berättas bland annat om hur Oden slog Styrbjörns här med blindhet, vilket skulle ha skett då Erik Segersäll hade lovat sig till Oden tio år efter en eventuell seger. Enligt sagan skall slaget ha inletts med att Erik skulle slungat ett spjut mot sina fiender som ropat "Oden äger er alla" (Odin a ydyr alla). 
I Styrbjarnar þáttr Svíakappa(en) från slutet av 1300-talet, berättas om Styrbjörn Starke, hur han blir hövding över Jomsvikingarna, angriper Harald Blåtand, får skepp i krigsbyte, och går därpå till angrepp mot svearna. I sagan finns även två "Lausavisur" av den isländske skalden Þórvaldr Hjaltason som enligt traditionen komponerade dem till Erik Segersälls ära efter slaget. Visorna omtalar ett slag vid Fyrisvallarna, och hur Erik besegrat många män, samt hur olycksam resan hem från Svitjod var för de besegrade vikingarna.

## Tolkningar
Fram till 1900-talet tolkades de isländska sagorna som trovärdiga. Med en ny generation historiker i början av 1900-talet kom sedan dess trovärdighet som källa att diskuteras och kraftigt ifrågasättas. Detta ifrågasättande drabbade även berättelsen om slaget vid Fyrisvallarna, men där senare forskare klargjort vissa basfakta som kritikerna använt, och därigenom neutraliserat dem som argument för kritik. Dock, så sent som 2009 sammanfattas trovärdigheten, som att "vissa historiker har tvivlat på att slaget överhuvudtaget inträffat".
Ifrågasättandet inleddes med två bröder och historiker från Lunds universitet, Lauritz och Curt Weibull. Lauritz Weibull förde redan i början av 1910-talet fram källkritik som innebar närmast ett avfärdande av de isländska sagorna som godtagbara källor. Hans bror Curt Weibull accepterade mer av källor, inklusive runstenar och Þórvaldr Hjaltasons verser, och menade att Erik hade slagit tillbaka en invasion av huvudsakligen skånska vikingar vars ledare inte var välidentifierad. Arkeologen Lis Jacobsen ifrågasatte sedan att de aktuella runstenarna kunde ristats redan omkring eller före år 1000, och då inte kunde referera till ett slag år 985 och användas som stöd till berättelsen om slaget vid Fyrisvallarna.
Curt Weibull ifrågasättande av vem som angrep kung Erik utifrån vissa oklarheter runt namn som förekommer i sagorna, har sedan retts ut av andra forskare. Även Lis Jacobsen argument kring runstenarna ålder har kommit att motsägas av andra forskare.  Det har också framhållits att källorna i stora drag överensstämmer, och att poetiska inslag i berättelsen kan identifieras och utmönstras relativt enkelt . 
Uppslagsböcker har i stort följt denna trend av att först se berättelsen som trovärdig, sedan inte alls trovärdig till inte helt säker. Ordval om trovärdighet om slaget från uppslagsverk listade i tidsordning:
- 1908 Nordisk familjebok "slaget stod" (inga reservationer)[11]
- 1948 Norstedts uppslagsbok "E besegrade Styrbjörn Starke" (inga reservationer)[12]
- 1949 Svensk uppslagsbok "synnerligen stor ovisshet om den historiska innebörden i slaget".[13]
- 1951 Nordisk familjebok "av modern forskning starkt omdebatterat slag"[14]
- 1953 Sture Bolin i Svenskt biografiskt lexikon "kan om slaget vid Fyrisvallarna endast sägas, att E. där besegrat okända motståndare". [8]
- 1989 Prisma stora uppslagsbok "slaget stod" (inga reservationer)[15]
- 1992 Nationalencyklopedin "troligt men det går ej att avgöra om slaget är en historisk händelse eller ej"[16]
- 2015 Roger Axelsson i Svenskt biografiskt lexikon redovisar Weibullarnas tidiga kritik följt av "Senare forskning har dock hävdat att de bl a daterat runinskrifterna fel och misstolkat en strof i en hyllningsdikt som tillkommit efter slaget (Snædal). Det har också framhållits att källorna i stora drag överensstämmer, och att fabulerande drag i berättelsen kan identifieras och utmönstras relativt enkelt (Strid)" [17]

## Bakgrund till slaget
Enligt de isländska sagorna var Styrbjörn Starke son till Olof Björnsson, som samregerade Sveariket med sin bror Erik Segersäll. När Olof Björnsson dog omkring 975, var sonen, då ännu kallad Björn, ännu inte 12 år och bedömdes att vara för ung för att bli medregent. När han blivit 16 år krävde han dock att bli medregent men blev avvisad av Erik. Han fick emellertid en vikingaflotta av Erik. Med denna flotta seglade han till Danmark, bedrev vikingaplundring och blev efter en tid hövding för Jomsvikingarna. Med denna större styrka angrep han Danmark vars kung, Harald Blåtand, gav Styrbjörn ytterligare skepp för att freda sig. Denna flotta seglade mot Mälaren för att angripa svearna och Erik Segersäll för att Styrbjörn skulle återta sin plats som regent.

## Slaget enligt isländska sagorna
Platsen för slaget anges i sagorna till Fyrisvallarna, och historiker och uppslagsverk har tolkat denna plats till området utmed Mälarviken/vattendraget som sedan 1600-talet benämns Fyrisån sydväst om Gamla Uppsala även om entydiga arkeologiska fynd eller andra primärkällor saknas. Tidpunkten för slaget var enligt isländsk kronologi omkring 985. Detta stöds även av tid för Harald Blåtands levnad (död 985 eller 986) samt av uppgifterna som sagorna anger för Styrbjörns ålder vid olika händelser, strax under 12 vid sin fars död, 16 vid avsegling från Uppsala, 20 som hövding över Jomsvikingarna varefter tid gått åt för angrepp mot Danmark. 
När kung Erik fick veta att vikingaflottan kommit in i Mälaren skickade han budkavle omkring för att samla ledungar till Uppsala. Lagmannen Torgny rådde att blockera vattenvägen till Uppsala med en träpalissad. När Styrbjörn fann passagen blockerad så svor han att aldrig lämna Svitjod utan att segra eller dö, och enligt traditionen brände han skeppen så de inte kunde segla tillbaks.
Styrbjörns styrkor marscherade mot Gamla Uppsala, där svenskarna försökte hejda genom att binda ihop boskap och bestycka dem med spjut och svärd och jaga dem mot fienden. Detta orsakade först panik, men Styrbjörns härförare fick ordning på styrkorna. Striderna varade denna första dag och den andra utan att någon sidan fick övertaget fast förstärkningar anlände till Eriks här.
Enligt sagorna offrade Styrbjörn under andra natten till Tor medan Erik offrade till Oden och lovade att överlämna sig till honom efter 10 år (Erik ska ha dött 995, 10 år senare, då i sotdöd). Erik fick en käpp och blev tillsagd att kasta den över fienden och ropa "Oden äger er alla" (Odin a ydyr alla). Detta gjorde han dagen därpå varvid käppen förvandlades till ett spjut, och medförde att alla blev blinda. Sedan kom ett jordskred och begravde dem alla och dödade Jomsvikingarna inklusive Styrbjörn. Danskarna flydde till båtarna och seglade hem.

## Slaget i konsten och litteraturen
Slaget har sedan göticismens tid fångat författare och målares intresse, något som intensifierades under 1800-talets nationalromantik. 
I Anders Fryxells Berättelser ur svenska historien från 1823 upptar striden och relationen mellan Erik Segersäll och Styrbjörn Starke ett kapitel. Likaså i Carl Georg Starbäcks "Berättelser ur svenska historien" från 1885 berättas om detta i ett kapitel. Även i Carl Grimbergs Svenska folkets underbara öden från 1913 berättas om detta i ett kapitel.
I romanen Röde Orm har författaren Frans G. Bengtsson gett sin version av slaget.
Carl Wahlbom tecknade under sin studietid omkring 1837 Slaget på Fyrisvall. Striden första dagen som uppmärksammades. Mest känd är Mårten Eskil Winges monumentalmålning Efter slaget vid Fyrisvall som togs fram som förslag till en tävling 1888 om en fresk för de stora väggfälten i nedre trapphallen i Nationalmuseum och i den tävlingen fick ett tredjepris om 500 kronor.

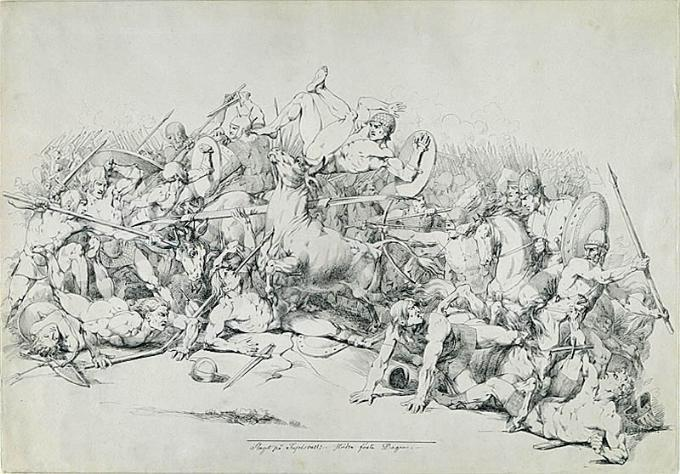
Slaget på Fyrisvall. Striden första dagen
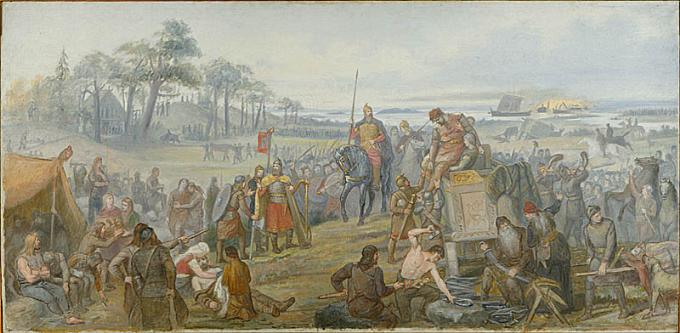
Efter slaget vid Fyrisvall